# Petroșani
Petroșani (in tedesco Petroschen, in ungherese Petrozsény) è un municipio della Romania di 43 948 abitanti, ubicato nel distretto di Hunedoara, nella regione storica della Transilvania. È un attivo centro di turismo alpino, base di escursioni sui monti Vâlcan, Parâng e Bâniţa dove sono ancora visibili i resti di un centro abitato preromano.
Fanno parte dell'area amministrativa anche le località di Dâlja Mare, Dâlja Mică, Peștera e Slătinioara.

## Storia
La città venne fondata attorno al 1640; nel 1720 il cartografo Fridrich Schwantz scrisse che l'intera valle del fiume Jiu era intensamente popolata e che i villaggi si susseguivano con continuità.
La città mantenne comunque per molti decenni dimensioni modeste ed il censimento del 1818 riportava 233 abitanti a Petroșani e 2.550 nell'intera vallata.
Un primo consistente sviluppo avvenne dopo il 1840, anno in cui si iniziarono a coltivare le miniere di carbone a cielo aperto a Petroșani, Vulcan e Petrila.
Il regime comunista intese dare una forte spinta alla produzione di carbone, obbligando a trasferirsi nella zona numerosi lavoratori provenienti dalla Moldavia, il che portò Petroșani ad una vera e propria esplosione demografica.
Ancora oggi l'economia della città si basa essenzialmente sull'attività mineraria e sulla produzione di energia elettrica, con alcune centrali termiche a carbone che sfruttano la risorsa locale.

## Monumenti
Il più antico monumento della città è la Chiesa dei SS. Arcangeli (Sfinţii Arhangeli) del XVIII secolo.

Altri luoghi di interesse sono la chiesa luterana (1892-1896), il Museo Minerario (1900), la chiesa unitariana (1924-1928) ed il palazzo dell'università (1948).

## Amministrazione

### Gemellaggi
- Várpalota
- Ponte nelle Alpi